# Federação Metropolitana de Desportos
A Federação Metropolitana de Desportos (FMD) foi uma entidade criada em 1934 por alguns clubes de futebol da cidade do Rio de Janeiro para organizar o Campeonato Carioca.

## História

### A criação da FMD
Em 11 de dezembro de 1934, na sede do Botafogo, oito clubes (Botafogo, Vasco da Gama, Bangu, São Cristóvão, Andarahy, Olaria, Carioca e Madureira) fizeram a fundação da Federação Metropolitana de Desportos. Essa nova entidade incorporou a Associação Metropolitana de Esportes Athleticos (AMEA), a entidade oficial filiada a CBD que era contra a profissionalização do futebol e rival, desde 1933, da dissidente Liga Carioca de Football (LCF), que defendia o profissionalismo. Sendo assim, dois Campeonatos Cariocas eram realizados paralelamente e duas ligas coexistiram, até ser selada a pacificação, durante a conturbada fase de profissionalização do futebol brasileiro.
No mesmo ano de sua fundação, a FMD organizou seu primeiro campeonato, o qual fora vencido pelo Botafogo.
Apesar de em princípio não deixar o amadorismo, a entidade adotou um regime livre/misto, passando a aceitar clubes e jogadores profissionais. Conforme Azevedo (2017, p. 64): "A partir desse momento, o amadorismo no futebol carioca nas duas maiores ligas, tornou-se uma questão de escolha ou de falta de recursos suficientes para fazer contratos legais com jogadores (...)".

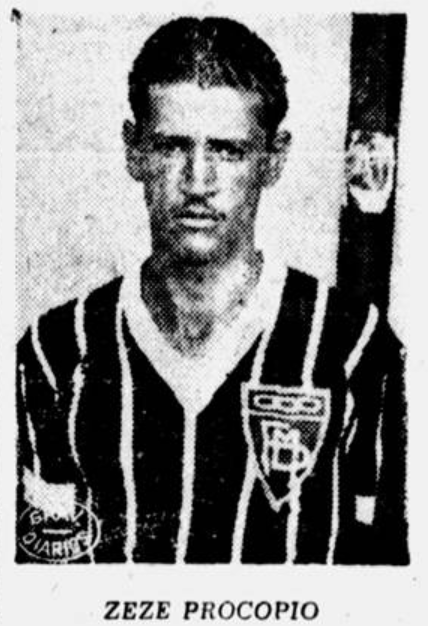
Zezé Procópio com a camisa da Seleção Carioca da FMD.

### A pacificação do futebol carioca e a dissolução da FMD
Em 1937, os presidentes do Vasco da Gama (Pedro Pereira Novaes) e do America (Pedro Magalhães Corrêa), anunciam uma união entre os dois clubes (que pertenciam a ligas distintas) com a finalidade de pôr fim à cisão do futebol carioca. No começo, a notícia foi recebida com desconfiança, afinal já haviam sido feitas várias tentativas de pacificação e que não deram resultados. Mas aos poucos o projeto foi tomando o rumo diferente das tentativas antecessores e tornou-se real com a assinatura do pacto entre os dois clubes e o apoio dos demais grandes clubes da LCF (Flamengo e Fluminense). O Botafogo, afiliado da FMD e alinhado com a CBD, de início não se mostrou muito favorável, mas teve que se conformar juntamente com a CBD frente ao grande apoio popular e da mídia, ávidos por voltar a ver os clássicos cariocas.
O pacto entre os dois clubes previa a criação de uma nova entidade para o futebol carioca, à qual todos os grandes clubes da cidade estavam convidados a entrar como membros fundadores. Com a criação dessa nova entidade, tanto a LCF como a FMD foram extintas. A nova agremiação se filiaria à FBF, que por sua vez, requereria sua filiação à CBD. Assim, nesse novo arranjo, a FBF cuidaria do futebol brasileiro e a CBD ficaria responsável pela representatividade do futebol do Brasil no exterior. Desse modo todos os clubes brasileiros passariam a ter que se filiar à FBF, ou não poderiam enfrentar os outros clubes filiados à mesma.
No dia 29 de julho de 1937, é então celebrada a criação da Liga de Futebol do Rio de Janeiro (LFRJ), que teve como primeiro presidente Antonio Avellar, dirigente ligado ao America.
Porém, o campeonato da FMD já havia começado em 2 de maio daquele ano. Após 26 partidas realizadas e faltando apenas duas (Olaria x Vasco da Gama e Vasco da Gama x  Botafogo) para o término do primeiro turno, o São Cristóvão estava liderando a disputa e já não poderia mais ser alcançado pelos concorrentes. Com isso, de acordo com jornais da época, como a edição de 4 de setembro de 1937 do Jornal dos Sports e a edição de 5 de setembro da Gazeta de Noticias, o São Cristóvão foi declarado campeão.
Em 21 de dezembro de 2023, a atual Federação de Futebol do Estado do Rio de Janeiro (FERJ), que já contava os 26 jogos deste certame para fins estatísticos (uma vez que nunca foram anulados), reconheceu o título cristovense.